# Abdon a Senen
Svatí Abdon a Senen (3. století Persie – 250? Řím) byli perští mučedníci popravení v době císaře Decia a jeho pronásledování.
O těchto svatých není historicky známo nic kromě jejich jmen, že byli mučedníci a že byli pohřbeni 30. července nějakého roku na hřbitově Pontianus na Via Portuensis. Skutky svatých, sepsané z větší části v 9. století je popisují jako Peršany umučené za císaře Decia, přibližně v roce 250. Obsahují několik fiktivních prohlášení o okolnostech jejich příchodu do Říma. Podle tohoto zdroje byly jejich těla pohřbena subdiakonem Quirinem a později za vlády Konstantina byla přenesena na hřbitov Pontianus na Via Portuensis, poblíž bran Říma.
Freska nalezená na sarkofágu, která měla obsahovat jejich ostatky, představuje oba svaté jak od Krista přebírají koruny. Podle Martignyho pochází tato freska ze 7. století. Několik měst, zejména Florencie a Soissons, tvrdí, že vlastní jejich ostatky, ale Bollandisté říkají, že jsou pohřbeni v bazilice svatého Marka v Římě.

## Pranostiky
- Na svatého Abdona ve švech praská stodola
- Okolo Máří, Abdona a Hynka pracuj o žněch i v noci a popíjej ztenka.